# Acalolepta coreensis
Acalolepta coreensis là một loài bọ cánh cứng trong họ Cerambycidae.